# Anthonomus humeralis
Anthonomus humeralis är en skalbaggsart som först beskrevs av Georg Wolfgang Franz Panzer 1795.  Anthonomus humeralis ingår i släktet Anthonomus, och familjen vivlar. Arten är reproducerande i Sverige.